# Mr. Sebastian
Mr. Sebastian, pseudonimo di Anthony Alan Oversby (Liverpool, 20 febbraio 1933 – Londra, 8 maggio 1996), è stato un piercer, imprenditore e tatuatore britannico.
Unitamente a Doug Malloy, Fakir Musafar e Jim Ward, con i quali formava il T&P Group (Tattooing and Piercing Group), è considerato uno dei pionieri e fondatori del moderno piercing.

## Biografia
Inizialmente insegnante d'arte, Alan Oversby abbandona la sua professione per dedicarsi al suo interesse per i tatuaggi e i piercing. Dal suo studio di Londra promuove sia i tatuaggi che il piercing, in particolare all'interno della sottocultura leather gay. Corrisponde sia con Doug Malloy che con Jim Ward. Sponsorizzato da Malloy, visita Los Angeles. Malloy fa a sua volta visita a Mr. Sebastian a Londra, portando con sé Ward e Sailor Sid Diller. Questi scambi sono fondamentali per la diffusione globale delle tecniche e dell'attrazzatura utilizzate nel piercing odierno.
Mr. Sebastian è anche promotore dell'uso di anestetici topici locali come parte della procedura del piercing in Europa. Sebbene siano ora meno utilizzati, un tempo era prassi standard utilizzare anestetici quando si eseguivano piercing nel Regno Unito, mentre nel Nord America questa pratica era quasi sconosciuta.
Mr. Sebastian viene intervistato nel quarto numero di PFIQ. Esegui gran parte dei tatuaggi e dei piercing sui musicisti degli Psychic TV, in particolare Genesis P-Orridge e Paula P-Orridge. La sua voce viene inoltre utilizzata nella traccia Message from The Temple contenutia nell'album Force the Hand of Chance degli Psychic TV.

## Controversie
Nel 1987 Mr. Sebastian viene arrestato assieme ad altri 15 uomini, nell'ambito dell'Operazione Spanner, una serie di raid che portano all'arresto di uomini coinvolti in attività omosessuali consensuali BDSM. Mr. Sebastian, così come gli altri quindici uomini, viene accusato di aggressione con lesioni personali per aver eseguito un piercing genitale su un cliente. Viene inoltre accusato di aver usato anestetici senza licenza e di aver inviato materiale osceno per posta (fotografie di piercing). Il caso di Oversby viene infine separato dall'indagine Spanner. Questo perché non vi è alcun collegamento tra lui e gli altri uomini accusati, se non in ambito professionale. Poiché il giudice non è disposto a tenere conto della consensualità dei partecipanti, Oversby si dichiara colpevole, venendo condannato a 15 anni di carcere, con pena sospesa a due anni.

## Discografia

### Collaborazioni
- 1983 - Psychic TV Dreams Less Sweet
- 1984 - Psychic TV & The Temple Of Psychick Youth Roman P.